# Валинор
Валинор је земља Валара у роману „Силмарилион“ Џ. Р. Р. Толкина. Налазио се на континенту Аман, који је био западно од Средње земље. Касније је нестао из света и постао недостижан, осим за Вилењаке.

## Историја
Валари су у почетку живели на острву Алмарен које се налазило на Великом језеру у Средњој земљи. Међутим, када су се једном приликом одмарали од уређивања Арде, напао их је Мелкор, њихов највећи противник, који је желео да уништи њихов рад. Пребивалиште на Алармену је било нестало и Валари су морали да обитавају негде другде. Отишли су на континент Аман, који се налазио западно од Средње земље, и ту основали своје краљевство Валинор. Тамо је Јавана створила Два Дрвета, Телперион и Лаурелин, која су давала светлост свету.
Након буђења Вилењака код језера Кујвијенен, Валари су их позвали да се преселе у Валинор. Многи су прихватили ту понуду, али неки су и остали у Средњој земљи. Валари су такође заратили против Мелкора, и заробили га у Валинору. Мир и блаженство су трајали до његовог ослобађања. Потом је Мелкор успео да у Вилењацима усади мисао како су они заправо заробљеници Валара у њихобој земљи. 
Мелкор се био удружио са Унголијантом, пауколиким демоном, и напао Валинор, уништивши Два Дрвета и укравши драгуље Силмариле. Феанор, њихов творац, је убедио припаднике свог рода да напусте Валинор и прате Мелкора (кога суназвали Моргот) у Средњу земљу не би ли му се осветили. Кренули су упркос савету Валара. Од тада је Валинор остао затворен за све Нолдоре који би покушали да се врате. Постављена су Зачарана острва, која су стварала сенке и опсене, и сви морнари који су стизали дотле осећали би замор и остајали заробљени у сну.
Током година Вилењаци из Средње земље слали своје изасланике преко мора да траже опроштај за свој бег од Валара, али ико није стигао до Валинора. На самом крају првог раздобља то је пошло за руком Еарендилу, који се сматрао највећим морепловцем у Арди. Он је замолио Валаре да се сажале над Вилењацима и Људима и помогну им у борби против Моргота. Након пада Мрачног Господара, бројни Вилењаци су се вратили у Валинор.
Људима који су се борили против Моргота је као награда дато острво Нуменор, где су живели са својим краљевима. Међутим, било им је забрањено да икад оду у Валинор. После неколико миленијума, Саурон, Морготов слуга, који се налазио на острву као заробљеник, је успео да наговори краља Ар-Фаразона да то учини. Тада је Нуменор уништен, а облик света је промењен, и Валинор је однет и постао недостижан за све осим Вилењаке Средње земље. Они су се до краја трећег раздобља постепено укрцавали на бродове и одлазили у Валинор, све док се нису заувек нестали из земаља Људи. 

## Географија
Валинор се налазио на континенту Аман и био је окружен планинама Пелроима, који су служили за одбрану. Главни град Валинора био је Валмар, а ту су још били Алквалонде и Тирион, где су живели Вилењаци. У Валинору су постојале многобројне куле, баште и раскошне грађевине, које су га учиниле најлепшим местом на свету. Како се налазио у земљама Бесмртних, тамо ништа није венуло или се сушило. Сваки од Валара је имао посебно место у Валинору где је боравио (шуму, врт, планине, или дворове).